# Репкин, Григорий Васильевич
Григорий Васильевич Репкин (19.01.1922, Владимирская область — 21.04.1992) — командир отделения 1-й отдельной разведывательной роты 1-й стрелковой дивизии, сержант — на момент представления к награждению орденом Славы 1-й степени.

## Биография
Родился 19 января 1922 года в деревне Гладнево Никологорской волости Вязниковского уезда Владимирской губернии (в настоящее время Вязниковского района Владимирской области) в крестьянской семье. В 1934 окончил 4 класса начальной школы в деревне Коломиха. С ранних лет приобщился к труду, как и все крестьянские дети. С 13 лет работал в родном колхозе «Красный пахарь». В 1936 году поступил в Никологорское почтовое отделение — развозил почту по деревням округа. Через два года начал трудиться на фабрике им. К. Маркса в деревне Лосево. В апреле 1939 года переехал в город Вязники к родственникам. Работал грузчиком на автомашине Вязниковского льнотехникума, подручным в хлебопекарном цехе на Вязниковском хлебозаводе. Без отрыва от работы занимался в Вязниковском аэроклубе, в группе парашютистов, совершил 5 прыжков с самолета У-2.
В июле 1941 года был призван в Красную Армию Вязниковским горвоенкоматом и направлен в школу парашютистов в лагерях Московского военного округа под городом Тейково Ивановской области. После 2-х месяцев обучения был направлен в школу младших командиров на станцию Ильино.
В конце октября 1941 года был зачислен в формирующуюся в селе Красные Баки 31-ю курсантскую бригаду. Большинство её солдат составляли не доучившиеся курсанты военных училищ, которые в связи со сложной обстановкой были отозваны в действующую армию. В рядах этой бригады, которая в декабре 1943 года была преобразована в 1-ю стрелковую дивизию, Г. В. Репкин прошел всю войну вплоть до Победы, сначала стрелком, а с весны 1942 года — разведчиком. Воевал на Западном, Северо-Западном, 2-м Прибалтийском и 1-м и 2-м Белорусском фронтах.
Боевое крещение получил в декабре 1941 года во время контрнаступления под Москвой, на Кубинском направлении. Затем в составе бригады воевал на северо-западном фронте, в январе 1942 участвовал в наступлении на Великие Луки. Штурм города не состоялся, бойцы заняли линию обороны и удерживали её почти 10 месяцев до ноября 1942 года. В это время Репкин по собственному желанию был переведен в разведку. За бой, произошедший в разведрейде в июне 1942 года в районе станции Чернозем, получил свою первую награду — медаль «За отвагу». В декабре 1942 года был принят в ряды ВКП/КПСС.
Осенью 1943 года в составе своей части ефрейтор Репкин участвовал в освобождении города Невеля, в ожесточенных боях севернее Невеля.
19 января 1944 года во время разведрейда в районе населенного пункта Стешково ефрейтор Репкин внезапно ворвался в траншею противника и захватил пулеметчика. 21 января в том же районе, проявив смелость и отвагу, противотанковой гранатой пробил проход в проволочном заграждении, ворвался в траншею и принял участие в захвате контрольного пленного, который был доставлен в часть.
Приказом от 25 января 1944 года ефрейтор Репкин Григорий Васильевич награждён орденом Славы 3-й степени.
В марте 1944 года дивизия был переброшена на 1-й Белорусский фронт и с ходу приняла участие в Полесской наступательной операции За мужество и отвагу проявленные в этих боях разведчик Репкин был награждён орденом Красной Звезды и второй медалью «За отвагу».
16 апреля 1944 года в бою за населенный пункт Выдраница сержант Репкин «проявил высокое воинское мастерство и исключительную отвагу. При нападении фашиста на лейтенанта Алимбаева Репкин бросился на помощь офицеру. Ударом автомата по голове он оглушил гитлеровца, а затем пленил». В другом раз, действуя в группе захвата контрольного пленного, одним из первых ворвался в траншею противника, вместе с товарищем бросился на немцев.
Приказом от 25 апреля 1944 года ефрейтор Репкин Григорий Васильевич награждён орденом Славы 2-й степени.
До июля 1944 года дивизия, уже в составе 1-го Белорусского фронта, в которой воевал разведчик Репкин, держала оборону в районе реки Выжевка на Волынской земле. В середине июля 1944 года началась Люблино-Брестская наступательная операция, в которой принимала активное участие и 1-я стрелковая дивизия.
В ходе боев за Брест группа разведчиков и сапёров, в составе которой был сержант Репкин, перешла линию фронта, заминировала главные дороги в тылу и осталась в засаде. Нанеся внезапный удар по вражеской колонне разведчики уничтожили 10 автомашин, бронетранспортер и более сотни противников. Вся разведгруппа была представлена к награждению орденами и медалями.
В ночь на 19 сентября 1944 года около высоты 89.4 группа захвата во главе с сержантом Репкиным скрытно преодолела проволочное заграждение, достигла траншеи противника, захватила в плен унтер-офицера и без потерь отошла.
В дальнейшем участвовал в форсировании реки Вислы, в боях за город Торунь. В период с 31 января по 9 февраля 1945 года разведчики сержанта Репкина не раз заходили в тыл врага, вступали с ним в схватки вплоть до рукопашных, уничтожили и пленили много противников.
Указом Президиума Верховного Совета СССР от 24 марта 1945 года за исключительное мужество, отвагу и бесстрашие, проявленные в боях с вражескими захватчиками сержант Репкин Григорий Васильевич награждён орденом Славы 1-й степени. Стал полным кавалером ордена Славы.
День победы разведчик Репкин встретил в Северной Германии. 15 мая дивизионная газета «Кутузовец» писала об отважном разведчике так: «За время войны коммунист Репкин захватил 17 „языков“. Действуя в группах, взял 130 вражеских солдат и офицеров, уничтожил свыше 150 фашистов».. В составе сводного полка 2-го Белорусского фронта старшина Репкин участвовал в Параде Победы на Красной площади.
В июне вернулся в Германию для продолжения службы, но его 1-я стрелковая дивизия к тому времени была уже расформирована. Репкина направили в 86-ю стрелковую дивизию на должность комвзвода разведки 109-й отдельной разведывательной роты, где он и прослужил до демобилизации в декабре 1946 года.
Вернулся на родину. Работал сначала на хлебозаводе подпекарем-бригадиром, через два года перешел в ремконтору. Сначала трудился плотником, затем мастером, бригадиром отделочной бригады. В Вязниковском ремонтно-строительном управлении трудился до выхода на пенсию в феврале 1982 года.
Жил в городе Вязники. Проводил большую общественную работу, занимался военно-патриотическим воспитанием молодежи. Участник юбилейного Парада Победы 1985 года. На киностудии «Казахфильм» был снят документальный фильм «Однополчане», в котором главными героями стали Г. В. Репкин и его боевой товарищ Т. Майшенов. Почетный гражданин города Вязники. Скончался 21 апреля 1992 года. Похоронен на кладбище города Вязники.
Награждён орденами Красного Знамени, Отечественной войны 1 степени, Красной Звезды, Славы 3-х степеней, медалями, в том числе двумя «За отвагу».
В Вязниках, на доме где жил ветеран, установлена мемориальная доска. Его имя высечено на барельефе Аллеи боевой славы у Вечного огня.